# アロエル
アロエル（英: Aroer,ヘブライ語: ערוער, עֲרֹעֵר）は、旧約聖書に登場する地名である。元エモリ人の都市で、後にルベン族の町になった。死海の東21kmにあるアラ・イルの古跡と同定される。
アルノン川の北岸にあった王の道に近い、エモリ王国南部の拠点であった。
イスラエルのカナン侵攻後は、ガド族とルベン族が制圧して住み着き、最終的にはルベン族の主要都市になった。後にモアブの王メシャがアロエルを奪回する。北イスラエル王国のエフー王の時代に、ダマスコの王ハザエルが侵攻して征服した。しかし、後にモアブ領になる。